# Stefan Wolffenbuttel
Stefan Wolffenbuttel (?, 24 maart 1993) is een Nederlandse (marathon)schaatser.  Op de Nederlandse kampioenschappen massastart 2018 won Wolffenbuttel de zilveren medaille.